# Frank Ocean
Christopher Frank Ocean (nacido como Christopher Edwin Breaux; Long Beach, California, 28 de octubre de 1987), conocido como Frank Ocean, es un cantautor, actor, director, diseñador y empresario estadounidense. Es considerado por amplios medios artísticos como uno de los mejores artistas de la década de 2010 por sus estilos musicales vanguardistas y sus letras introspectivas y elípticas.
Ocean empezó a trabajar a fines de los 2000 como un compositor fantasma para varios artistas populares de la época, como Hidrar,Brandy o Justin Bieber. En 2010, se unió a la agrupación Odd Future, donde empezó a hacerse conocido por sus colaboraciones en sus diversos proyectos musicales. Ese mismo año, logró firmar con el sello discográfico Def-Jam Recordings, que no permitía a Ocean lanzar un álbum de estudio solista. Esto provocó que, en 2011, decidiera lanzar su mixtape Nostalgia, Ultra por Internet. El proyecto fue alabado por la crítica y el público, y le valió suficiente reconocimiento para que su discográfica le permitiera lanzar su álbum debut. En 2012, Ocean lanzó el ecléctico Channel Orange, el cual fue un éxito rotundo en ventas y para con la crítica, ganando el Premio Grammy a Mejor Álbum de R&B progresivo. A partir de ese entonces, Ocean se desligaría de Odd Future y, en un intento de también desligarse de su discográfica, lanzó el álbum de estudio visual Endless (2016) a través de Apple Music. Esto le permitió desvincularse de su contrato con Def-Jam definitivamente, por lo que tuvo la libertad de lanzar de manera independiente su tercer álbum de estudio Blonde un día después del estreno de Endless. Blonde exploró sonidos de R&B, soul y pop de manera experimental y progresiva, y le valió la aclamación multitudinaria del público y la crítica, siendo nombrado uno de los mejores álbumes de la década por diversos medios. También marcó su primer número uno en las listas de éxitos y fue certificado platino por la RIAA. A partir de 2017, Ocean tendría apariciones espóradicas, lanzando sencillos y trabajando como fotográfico para revistas, y posteriormente fundando su línea de ropa y joyería Homer.
Ocean ha sido galardonado con dos Premios Grammy y un Premio Brit, entre otros reconocimientos. Dos de sus álbumes de estudio han sido incluidos en la lista de la revista Rolling Stone "Los 500 mejores álbumes de todos los tiempos". Fue nombrado por la revista Time entre las 100 personas más influyentes del mundo en 2013.

## Primeros años
Ocean nació como Christopher Edwin Breaux el 28 de octubre de 1987, en Long Beach, California. Cuando tenía alrededor de cinco años de edad, él y su familia se mudaron a Nueva Orleans, Luisiana.
Creció bajo la influencia del jazz local y escuchando los CD de su madre, incluyendo álbumes de Celine Dion, Anita Baker, o la banda sonora de El Fantasma de la Opera. En su juventud, hizo tareas de barrio y se guardaba el dinero que conseguía para alquilar tiempo en el estudio. Más tarde, se inscribió en la Universidad de Nueva Orleans y se trasladó a su residencia en 2005. Poco después de inscribirse en la universidad, el Huracán Katrina sacudió Nueva Orleans y se trasladó a la Universidad de Luisiana en Lafayette.

## Carrera

### 2005-11: Inicios en Los Ángeles y mixtape
En 2005, el huracán Katrina golpeó la ciudad natal de Ocean, Nueva Orleans, y el estudio de grabación en el que él grababa su música fue destruido por el agua de la inundación y el saqueo. Para continuar con la grabación de música, se trasladó a Los Ángeles destinado a permanecer durante solo seis semanas, pero decidió quedarse más tiempo y desarrollar su carrera musical después de establecer contacto con personas relacionadas con la industria musical. Grabó algunos demos en el estudio de un amigo. Después de conseguir un acuerdo de composición, Ocean comenzó a trabajar con otros productores de discos y escribió canciones para artistas como Justin Bieber, John Legend, Brandy, y Beyoncé. También trabajó con artistas como Nas y Pharrell Williams. Más tarde, Ocean se unió al colectivo de hip hop de Los Ángeles Odd Future, quienes conoció en 2009. Su amistad con el miembro de Odd Future, Tyler, The Creator, revitalizó la composición de Ocean. a finales de 2009, se encontró con el compositor y productor musical Tricky Stewart, quien le ayudó a firmar un contrato con Def Jam Recordings como artista en solitario.
El 18 de febrero de 2011, Ocean lanzó su primera mixtape, Nostalgia, Ultra, que logró gran éxito por parte de la crítica profesional. El mixtape se centra en las relaciones interpersonales, la reflexión personal y el comentario social. Andrew Noz de NPR comentó acerca de la escritura de Ocean': "listo y sutil... separándose del resto" En abril de 2011, Ocean declaró que su relación con Def Jam se fortaleció desde el lanzamiento de su mixtape. El mixtape hizo a Ocean ampliamente conocido y le llevó a colaborar con raperos como Jay-Z y Kanye West. Su primera actuación fue en colaboración con Odd Future, en el Coachella Valley Music and Arts Festival de 2011, donde más tarde se unió a ellos para su primera gira por la costa este de la Estados Unidos. El 19 de mayo, Def Jam anunció sus planes para volver a lanzar Nostalgia, Ultra como un EP. El sencillo 'Novacane' fue lanzado por iTunes en mayo de 2011 y el EP, que originalmente se fijó para ser lanzado el próximo mes, se retrasó.
En junio de 2011, Ocean reveló que iba a trabajar en el próximo álbum de colaboración de Kanye West y Jay-Z, Watch The Throne. Ocean coescribió y participó en dos pistas del álbum: "No Church in the Wild" y "Made in América". El 28 de julio de 2011, una canción titulada "Thinkin Bout You", se filtró en Internet. Más tarde se reveló que la canción era una pista de referencia, escrita por Ocean, para el álbum debut de Bridget Kelly. Kelly renombró la canción 'Thinking About Forever'. En septiembre de 2011, un vídeo musical dirigido por High5Collective para la versión de Ocean fue lanzado. En agosto de 2011, Frank Ocean hizo su primera aparición en la portada de la publicación The FADER, en su septuagésima quinta edición.

### 2012–14:Channel ORANGE
Ocean publicó el arte de cubierta del que sería el primer sencillo de su álbum debut: "Thinkin Bout You". Se reveló que la canción sería lanzada a plataformas digitales el 10 de abril de 2012. Sin embargo, un mes antes, una versión remasterizada de la canción se filtró.
En 2012, Ocean lanzó su primer álbum de estudio Channel Orange, que recibió críticas muy positivas de los críticos. El álbum le otorgó a Ocean seis nominaciones a los premios Grammy y fue acreditado por algunos compositores como una propuesta de R&B diferente y difícil. Considerado como el primer lanzamiento comercial de Ocean, Channel Orange cuenta con canciones no convencionales que se destacan por su narración y el comentario social, y una fusión musical densa que se basa en hip hop, soul y R&B. Las canciones sobre el amor no correspondido, en particular, recibieron la mayor atención, en parte por el anuncio de Ocean antes del lanzamiento del álbum, cuando confesó que su primer amor fue un hombre, revelando su bisexualidad. El anuncio fue noticia a nivel mundial, y algunos críticos compararon su impacto cultural al de David Bowie cuando reveló que era bisexual en 1972.
Channel Orange debutó número dos en Billboard 200 y vendió un total de 131 000 copias en su primera semana. La mayoría de sus ventas en la primera semana eran copias digitales de iTunes, mientras que aproximadamente 3000 de las ventas eran copias físicas. El 30 de enero, Channel Orange fue certificado oro por la Asociación de Industria Discográfica de Estados Unidos (RIAA). En septiembre de 2014, según Nielsen SoundScan, se vendieron un total de 621.000 copias.

### 2015-24:EndlessyBlond
En febrero de 2013, Ocean confirmó que había comenzado a trabajar en su segundo álbum de estudio, revelando que sería otro álbum conceptual. También confirmó que estaba trabajando con Tyler, The Creator, Pharrell Williams, y Danger Mouse. Más tarde declaró que el álbum estaba siendo influenciado por The Beach Boys y The Beatles.
El 10 de marzo de 2014, se lanzó la canción "Hero" para su descarga gratuita en SoundCloud. La canción es una colaboración con Mick Jones, Paul Simonon y Diplo.
En abril de 2014, Ocean declaró que su segundo álbum estaba terminado. En junio, Billboard informó que el cantante estaba trabajando con una serie de artistas, entre ellos Feliz Pérez (quien trabajó en Nostalgia, ULTRA), Charlie Gambetta y Kevin Ristro, Hit-Boy, Rodney Jerkins y Danger Mouse. El 29 de noviembre de 2014, Ocean dio a conocer un fragmento de una nueva canción llamado "Memrise" en su página oficial de Tumblr. El 6 de abril de 2015, Ocean anunció que la segunda parte de Channel ORANGE sería lanzada en julio, sin dar más detalles. El álbum finalmente no fue lanzado en julio y no se dio ninguna explicación. Se rumoreaba que el segundo álbum de estudio se llamaría Boys Don't Cry. En febrero de 2016, Ocean fue artista invitado en el álbum de Kanye West, The Life of Pablo, en la canción "Wolves". Un mes más tarde, la canción fue reeditada por West, y la parte de Ocean se separó y se enumeró en la lista de canciones como "Frank's Track".
En julio de 2016, se hizo alusión a un posible segundo disco con una imagen en su página web que apuntaba a julio como supuesta fecha de lanzamiento. La imagen muestra una tarjeta de la biblioteca etiquetada Boys Don't Cry con numerosos sellos, implicando varias fechas de lanzamiento. Las fechas comienzan con el 2 de julio de 2015 y concluyen con julio de 2016. El hermano de Frank, Ryan Breaux, sugirió, además, este lanzamiento con una foto de Instagram con la misma foto tarjeta de la biblioteca en la que pone "Boys Don't Cry #JULY2016". El 1 de agosto de 2016, un video en vivo presentado por Apple Music mostrando una sala vacía se puso en marcha en el sitio web boysdontcry.co. El sitio web también incluyó un gráfico nuevo de "boysdontcry". El vídeo marcó la primera actualización en el sitio web desde el anuncio de julio.
El 1 de agosto de 2016, aproximadamente a las 3 de la mañana, un directo sin fin grabado con una iluminación negativa patrocinado por Apple Music comenzó a aparecer en boysdontcry.co, que parecía mostrar a Frank Ocean trabajando en carpintería y esporádicamente jugando con instrumentales en bucle. Aún no era claro si eran canciones del álbum. Ese mismo día, muchos medios de comunicación informaron que el 5 de agosto del año 2016 podría llegar a ser la fecha de lanzamiento para Boys Don't Cry.
El 18 y 19 de agosto, la transmisión en vivo fue acompañada con música y a la medianoche un enlace de Apple Music fue dirigido a un proyecto llamado Endless. Endless es al parecer un proyecto diferente a Boys Don't Cry, que es lo que posiblemente Ocean aludió cuando dijo que había "dos versiones".
El 20 de agosto, Ocean publicó su tercer álbum de estudio, Blonde.

## Talento artístico
La música de Ocean ha sido descrita por escritores musicales como ecléctica en estilo. Sus composiciones suelen ser midtempos, y cuentan con melodías no convencionales que de vez en cuando tienen una estructura de música experimental. Como es el caso de Pyramids en su disco Channel Orange, que dura 9:53 minutos. En sus composiciones, Ocean suele ser citado como un artista innovador y comparado con compositores de R&B y Soul como Prince, Stevie Wonder, Marvin Gaye, Maxwell, Erykah Badu y, particularmente, R. Kelly (cita requerida) y su forma de escribir melodías que se debaten entre el habla y la canción.
Las composiciones de Ocean tratan de temas de amor, anhelos, recelos, y la nostalgia. Ciertas canciones de Channel ORANGE aluden a la experiencia del Ocean con un amor no correspondido.
Ocean se describe a sí mismo como "un barítono, con momentos de tenor".

## Vida personal
En su cumpleaños 23 en 2010, Frank Ocean cambió su nombre a Christopher Francis Ocean. El cambio se rumorea que está inspirado en la película de 1960 Ocean's Eleven.[cita requerida] El 23 de abril de 2015, Ocean cambió exitosamente su nombre legal a Frank Ocean.
Ocean es abiertamente bisexual. El 4 de julio de 2012, publicó una carta abierta en su blog de Tumblr describiendo los sentimientos no correspondidos que tuvo hacia otro joven cuando tenía 19 años de edad, citándolo como su primer amor verdadero. También utilizó su blog para agradecer al hombre por su influencia, y también dio las gracias a su madre y otros amigos, expresándose a sí mismo "como un hombre libre". Jay Z y Beyoncé mostraron apoyo a Ocean después de su anuncio, y miembros de la industria de hip hop, respondieron positivamente al anuncio. Tyler The Creator también tuiteó su apoyo hacia Ocean.[cita requerida]
El 31 de diciembre de 2012, Ocean fue detenido en el condado de Mono, California por exceso de velocidad. En una búsqueda, los agentes de policía encontraron unos pocos gramos de marihuana. Fue citado por posesión y por conducir con una licencia suspendida.
Frank es cristiano.
Ocean dejó fuera de los Grammy Awards su segundo álbum de estudio Blonde y su primer álbum visual Endless, al no haber sido presentados a competencia para el premio.

## Discografía

### Álbumes de estudio
- Channel Orange (2012)
- Blonde (2016)

### Álbumes visuales
- Endless (2016)

### Mixtapes
- Nostalgia, Ultra (2011)

## Premios y nominaciones

### Billboard Music Awards
| Año  | Categoría        | Trabajo nominado   | Resultado | Cita   |
| ---- | ---------------- | ------------------ | --------- | ------ |
| 2013 | Top r & b album  | Channel Orange     | Nominado  | [ 58 ] |
| 2013 | Top r & b song   | "Thinkin Bout You" | Nominado  | [ 58 ] |
| 2017 | Top r & b artist | Él mismo           | Nominado  | [ 59 ] |
| 2017 | Top r & b album  | Blonde             | Nominado  | [ 59 ] |

### Grammy Awards
| Año  | Categoría                     | Trabajo nominado                                          | Resultado | Cita   |
| ---- | ----------------------------- | --------------------------------------------------------- | --------- | ------ |
| 2013 | Best new artist               | Él mismo                                                  | Nominado  | [ 60 ] |
| 2013 | Album of the year             | Channel Orange                                            | Nominado  | [ 60 ] |
| 2013 | Best urban contemporary album | Channel Orange                                            | Ganador   | [ 60 ] |
| 2013 | Record of the year            | "Thinkin Bout You"                                        | Nominado  | [ 60 ] |
| 2013 | Best rap / sung collaboration | "No Church In The Wild" con Jay Z, The Dream y Kanye West | Ganador   | [ 60 ] |
| 2013 | Best short form music video   | "No Church In The Wild" con Jay Z, The Dream y Kanye West | Nominado  | [ 60 ] |
| 2015 | Album of the year             | Beyoncé (como artista invitado)                           | Nominado  | [ 60 ] |